# Blek citronskål
Blek citronskål (Bisporella pallescens) är en svampart som först beskrevs av Christiaan Hendrik Persoon, och fick sitt nu gällande namn av S.E. Carp. & Korf 1974. Enligt Catalogue of Life ingår Blek citronskål i släktet gulskålar, ordningen disksvampar, klassen Leotiomycetes, divisionen sporsäcksvampar och riket svampar, men enligt Dyntaxa är tillhörigheten istället släktet gulskålar, familjen Helotiaceae, ordningen disksvampar, klassen Leotiomycetes, divisionen sporsäcksvampar och riket svampar. Arten är reproducerande i Sverige. Inga underarter finns listade i Catalogue of Life.